# Chaumont-le-Bourg
Chaumont-le-Bourg település Franciaországban, Puy-de-Dôme megyében. Lakosainak száma 233 fő (2022. január 1.). Chaumont-le-Bourg Arlanc, Beurières, Marsac-en-Livradois és Saint-Just községekkel határos.

## Népesség
A település népességének változása:
| Lakosok száma | 237  | 232  | 238  | 231  | 230  | 229  | 228  | 228  | 233  |
|               | 2013 | 2015 | 2016 | 2017 | 2018 | 2019 | 2020 | 2021 | 2022 |